# شوئین

همان‌طور که سبک زندگی تغییر می‌کند، معماری نیز تغییر می‌کند. از چند طریق دیگر می‌توانیم تغییرات را در زندگی اجتماعی و فرهنگی نخبگان موروماچی به‌طور مستقیم و مشخص ببینیم، مانند توسعه معماری سبک شوین و اختراع شکل جدیدی از ساختار خانگی به نام کایشو.

ایتو تئیجی،
شوئین (به انگلیسی: Shoin) یک نوع سالن ملاقات رسمی در معماری ژاپنی است که در دوره موروماچی توسعه یافت. این اصطلاح در اصل به معنی مطالعه و محل سخنرانی در مورد ساترا در داخل معبد بود، اما بعداً به معنای فقط یک اتاق پذیرایی یا مطالعه بود. نام این اتاق به سبک شوئین زاکوری (shoin-zukuri) گرفته شده است. در ساختمان شوئین زاکوری، شوئین یک زاشاکی است، یک اتاق تاتامی که به پذیرایی از مهمانان اختصاص داده شده است.

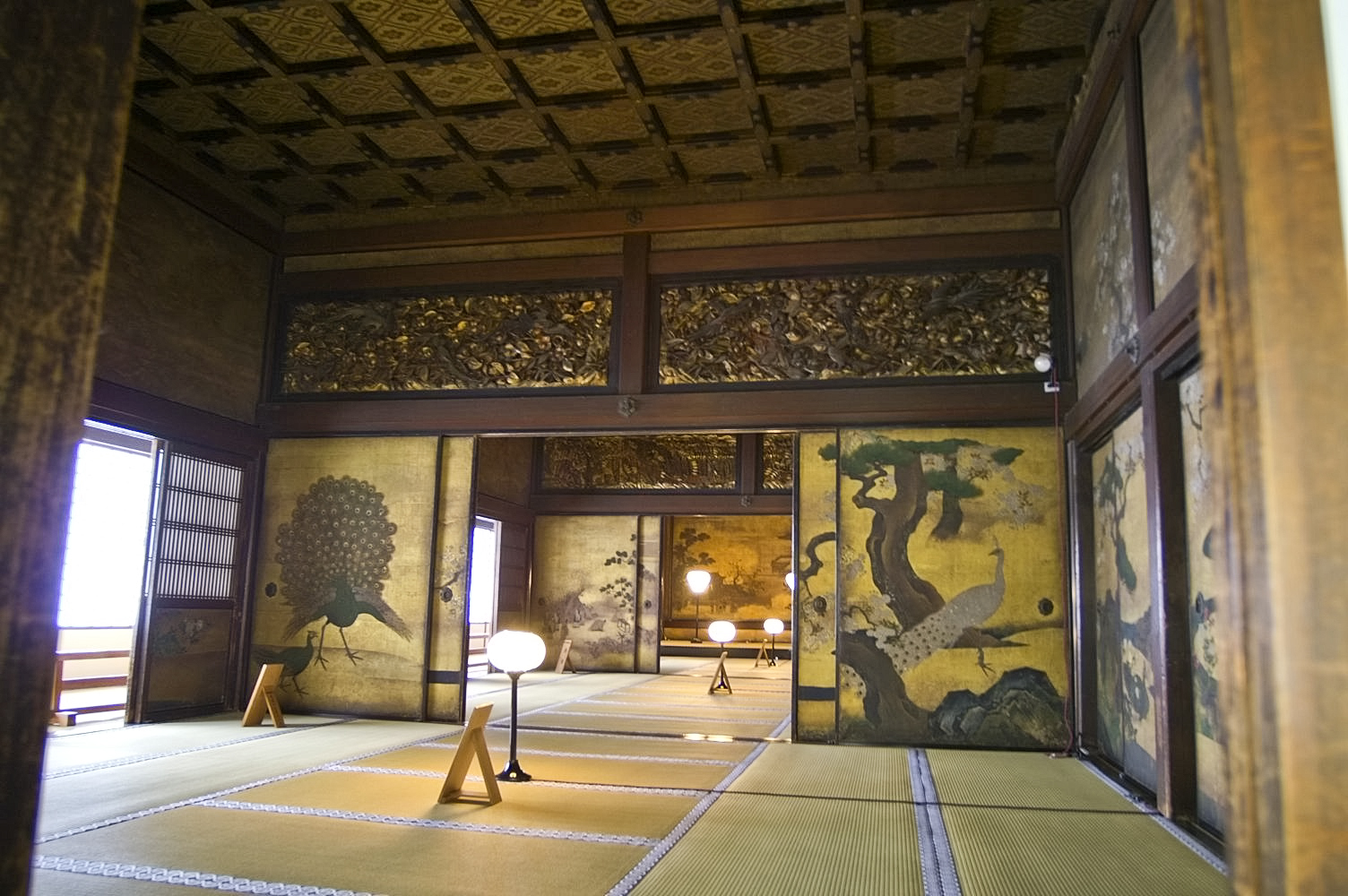
معماری شوئین در هونگانجی

معماری نوظهور دوره موروماچی متعاقباً تحت تأثیر افزایش استفاده و ظاهر شوئین قرار گرفت. یکی از قابل‌توجه‌ترین تغییرات در معماری ناشی از شوئین از عمل پوشاندن کف آنها با تشک تاتامی بود. از آنجایی که تشک‌های تاتامی دارای اندازه استاندارد هستند، طرح کف اتاق‌های شوئین باید بر اساس نسبت تشک تاتامی ایجاد شود. این به نوبه خود بر نسبت درها، ارتفاع اتاق‌ها و سایر جنبه‌های ساختار تأثیر می‌گذارد. قبل از اینکه شوئین روکش سطحی با تشک‌های تاتامی را متداول کند، معمولاً فقط یک تشک تاتامی بیرون آورده می‌شد تا بالاترین فرد در اتاق بنشیند.
معماری اطراف تحت تأثیر شوئین به سرعت بسیاری، از ویژگی‌های متمایز دیگر را ایجاد کرد. از آنجایی که مهمانان به جای مبلمان روی زمین می‌نشستند، در موقعیت پایین‌تری نسبت به همتایان چینی خود که به استفاده از مبلمان عادت داشتند قرار گرفتند. این مزیت پایین باعث ایجاد تحولاتی از قبیل سقف کاذب می‌شود که عملکرد اتاق را کمتر می‌کند و همچنین باعث می‌شود سقف‌ها دیگر مانند چین قابل مشاهده نباشند. سقف‌های کاذب جدید همچنین امکان تزئین دقیق‌تر را فراهم می‌آورد و در نتیجه بسیاری از سقف‌های کاذب بسیار تزئین شده بر سقف‌های بسیار ساده‌تر قرار می‌گرفت. یکی دیگر از ویژگی‌های توسعه یافته از نقطه نظر پایین، تماشاگه و چیگایدانا بود. تماشاگه یک تورفتگی مرتفع بود که روی دیوار ساخته شده بود تا فضایی برای نمایش هنرهای چینی ایجاد کند که در آن زمان در سطح چشم راحت محبوب بود. چیگایدانا یا «قفسه‌های پلکانی» قفسه‌بندی سازه‌هایی بودند که در تماشاگه برای نمایش اجسام کوچکتر تعبیه شده بودند. همزمان با توسعه معماری شوئین فوسوما یا «درهای کشویی» به وسیله‌ای محبوب برای تقسیم اتاق تبدیل شد. در نتیجه ستون‌هایی به شکل مربع برای درهای کشویی ایجاد شد.
نامتقارن بودن جفت تماشاگه و چیگایدانا و ستون‌های مربع شکل، طرح شوئین را با طرح چینی در آن زمان متمایز می‌کرد که جفت‌های متقارن مبلمان و ستون‌های گرد را ترجیح می‌داد. بلافاصله پس از ظهور معماری شوئین با این عناصر در حال تحول همراه شد زیرا قالب اغلب اتاق‌های جمع رسمی شد.